# Obestatina
L'obestatina, da una contrazione di obeso, latino obedere, divorare, e statina per denotare soppressione, è un peptide di 23 amminoacidi generato da taglio proteolitico del trascritto primario del gene che codifica per l'ormone grelina. L'azione di questa proteina/ormone è sia di tipo autocrino che paracrino e ha effetti sulla regolazione della fame e del peso corporeo.

## Effetti metabolici
Ricercatori dell'università di Torino con la collaborazione di colleghi delle università di Cordoba e Montréal nel 2012 hanno sperimentato con l'obestatina in vitro, soprattutto con preadipociti e adipociti maturi umani e animali, che in particolari condizioni di coltura producevano obestatina e presentavano un legame specifico per l'ormone (vedi attività autocrina).
È stato osservato che:
- L'autostimolazione con l'obestatina preveniva l'apoptosi dei preadipociti in conseguenza di un maggiore attivazione delle vie di segnalazione regolate dagli enzimi fosfoinositide 3-kinasi (PI3K)/Akt e extracellular signal-regulated kinase (ERK)1/2.
- La stimolazione con obestatina inibiva in quelle condizioni la lipolisi indotta da isoproterenolo e promuoveva la fosforilazione del fattore AMP-activated protein kinase.
- La proteina ha un effetto mitigante sull'infiammazione dei tessuti.
- Da un punto di vista sistemico, l'obestatina mitigava la resistenza ad insulina negli animali obesi e favoriva la secrezione pancreatica di insulina.
- L'obestatina provoca un aumento nell'espressione di adiponectina ed una riduzione della secrezione dell'ormone leptina.

Quest'ultima stimolazione favoriva l'uptake intracellulare di glucosio, sia in presenza sia in assenza di insulina, e promuoveva la traslocazione del trasportatore del glucosio GLUT4 a livello della membrana cellulare.

Globalmente questi risultati confermano l'obestatina quale elemento regolatore di nodi enzimatici chiave che controllano la fisiologia del tessuto adiposo. Inoltre con il presente studio sono emerse nuove funzioni che potrebbero aprire a prospettive terapeutiche per il trattamento della resistenza all’insulina e dei disturbi metabolici.

## Relazione con la grelina
L'obestatina e la grelina sono i due prodotti di splicing post-traduzionale di uno stesso gene, cosa che inizialmente ha lasciato i ricercatori perplessi, dati gli effetti praticamente opposti delle due proteine. Contrariamente agli effetti stimolanti della grelina, l'inoculazione di obestatina in ratti diminuisce la fame e conseguentemente l'assunzione di cibo, le contrazioni digiunali e l'aumento di peso corporeo. L'obestatina si lega al recettore accoppiato a proteina G GPR39, della famiglia dei recettori per la grelina, prima del 2005 considerato orfano e presente principalmente nella ghiandola pineale, nell'ipotalamo, nello stomaco, e l'ileo, e meno negli altri tessuti.
Dunque due peptidi con effetti opposti sulla regolazione del peso derivano dallo stesso gene per la grelina; dopo modificazioni post-traduzionali diverse, essi giungono ad attivare recettori diversi.

Si è ipotizzato un meccanismo complementare per il mantenimento dell'equilibrio delle riserve nutritive, di cui i due ormoni sono parte fondamentale.

L'inibizione dei movimenti di contrazione digiunali potrebbe attivare un segnale nervoso che indurrebbe una risposta di sazietà generale, rinforzando l'effetto dell'ormone.